# Universiteit van Londen
De Universiteit van Londen (Engels: University of London) is een federatie van 17 Londense universiteiten (ook wel de colleges genoemd). Met meer dan 120.000 interne studenten en 54.000 externe studenten behoort de federatie tot de grotere universiteiten ter wereld. Sommige van de colleges behoren tot de meest prestigieuze universiteiten ter wereld. De rector (chancellor) van de Universiteit van Londen is HRH The Princess Royal. Omdat de rector een meer ceremoniële functie vervult wordt de vice-rector (vice chancellor) Professor Sir Adrian Smith beschouwd als het hoofd van de universiteit.
De Universiteit van Londen is opgericht in 1836 en bestond toen nog maar uit twee colleges: University College London (UCL), en King's College London (KCL). De universiteit was de eerste in het Verenigd Koninkrijk die vrouwen op gelijke wijze toeliet als mannen. Door de jaren heen zijn ook andere Londense universiteiten aangesloten. Tegenwoordig bestaat de Universiteit van Londen uit 17 van een van de beste universiteiten uit Londen. Naast UCL en King's College London zijn de bekendste de London School of Economics en de London Business School. Niet alle universiteiten uit Londen behoren tot de Universiteit van Londen.

## Functie van de federatie
De 17 colleges van de Universiteit van Londen functioneren als separate universiteiten met eigen faculteiten en departementen. De colleges hebben elk een eigen bestuur en bepalen zelf het toelatingsbeleid en onder andere de invulling van het onderwijs en onderzoek. De federatie heeft tot belangrijkste doel het beheren van de kwaliteit van het onderwijs tussen verschillende colleges. Doordat studenten van de colleges ook behoren tot de Universiteit van Londen, kunnen zij gebruikmaken van veel faciliteiten van andere colleges. Daarnaast biedt de Universiteit van Londen diensten speciaal voor studenten van alle colleges zoals huisvesting.

## Colleges
De 17 colleges van de Universiteit van Londen zijn:
- Birkbeck, University of London (BBK)
- The Royal Central School of Speech and Drama  (RCSSD)
- Courtauld Institute of Art
- Goldsmiths, University of London (GUL)
- The Institute of Cancer Research (ICR)
- Institute of Education (IoE)
- King's College London (KCL)
- London Business School (LBS)
- London School of Economics and Political Science (LSE)
- The School of Hygiene and Tropical Medicine (LSHTM)
- Queen Mary, University of London (QMUL)
- Royal Academy of Music (RAM)
- Royal Holloway, University of London (RHUL)
- The Royal Veterinary College (RVC)
- St George, University of London (SGUL)
- School of Oriental and African Studies (SOAS)
- University College London (UCL)

## Central Academic Bodies
Naast de 17 Colleges bestaat de Universiteit van Londen uit vier 'central academic bodies': School of Advanced Study, University of London Institute in Paris, University of London International Programmes en University Marine Biological Station Millport.

### School of Advanced Study
- Institute of Advanced Legal Studies
- Institute of Classical Studies
- Institute of Commonwealth Studies
- Institute of English Studies
- Institute of Modern Languages Research
- Institute of Historical Research
- Institute of Musical Research
- Institute of Philosophy
- Institute of Latin American Studies
- Warburg Institute
- Human Rights Consortium

### University of London International Programmes
University of London International Programmes is een federaal onderwijsprogramma dat in samenwerking met de colleges opleidingen aanbiedt voor personen over de hele wereld. Studenten kunnen via aangesloten buitenlandse onderwijs-, en/of examenafname-instellingen een onderwijsprogramma volgen dat leidt tot een diploma van de Universiteit van Londen. Momenteel studeren wereldwijd 54000 studenten via International Programmes. Bekende Alumni van dit programma zijn onder andere Nelson Mandela, Ronald H. Coase en Charles Kao.

## Locatie
Een aanzienlijk deel van de colleges is gehuisvest in Bloomsbury en rond Aldwych in het centrum van Londen. In Bloomsbury bevindt zich naast het administratief hoofd van de universiteit (Senate House) onder andere UCL, Birkbeck, SOAS, Institute of Education en de School of Advanced Study. Rond Aldwych bevinden zich LSE, King's College London en Courtauld Institute of Art. Op de Royal Holloway na, dat in Egham gevestigd is, bevinden de rest van de colleges zich op andere locaties in Londen.
Van de 'central academic bodies' buiten Londen bevinden het University of London Institute in Paris zich in het centrum van Parijs en Marine Biological Station Millport in Millport, Schotland.